# Airapus hollandiae
Airapus hollandiae är en skalbaggsart som beskrevs av Zdzisława Stebnicka 1998. Airapus hollandiae ingår i släktet Airapus och familjen Aphodiidae. Inga underarter finns listade i Catalogue of Life.